# Trench
| 전문가 평가        | 전문가 평가 |
| 총 점수            | 총 점수     |
| 출처               | 점수        |
| ------------------ | ----------- |
| 메타크리틱         | 81/100      |
| 평가 점수          |             |
| 출처               | 점수        |
| 411 Mania          | 7/10        |
| AllMusic           | [ 3 ]       |
| Dead Press         | [ 4 ]       |
| Gig Soup           | 79%         |
| Hot Press          | 7/10        |
| Kerrang!           | 4/5         |
| NME                | [ 8 ]       |
| PopMatters         | [ 9 ]       |
| Rolling Stone      | [ 10 ]      |
| The Spill Magazine | 4/5         |

《Trench》는 미국의 듀오 밴드 트웬티 원 파일럿츠의 다섯 번째 스튜디오 음반이다. 그것은 2018년 10월 5일 퓨얼드 바이 라멘을 통해 발매되었다. 그것은 그들의 이전 음반인 《Blurryface》의 획기적인 성공 이후 3년 만의 첫 스튜디오 음반이었다. 일년 동안의 공개적인 침묵 동안 비밀리에 녹음된 이 음반은 정신 건강, 자살, 그리고 의심을 탐구하는 콘셉트 음반으로, 은유적인 도시 데마와 주변 계곡에 있는 "Trench(참호)"에 테마를 가지고 있다. 이 음반은 또한 새롭게 부활한 엘렉트라 레코드의 첫 번째 음반이었다.
그 음반에 앞서 네 곡의 싱글이 발표되었다. 첫 번째 두 작품인 〈Jumpsuit〉와 〈Nico and the Niners〉는 모두 2018년 7월 11일에 발매되었다. 세 번째 싱글 〈Levitate〉는 2018년 8월 8일에 발매되었다. 네 번째 싱글 〈My Blood〉는 2018년 8월 27일에 발매되었다. 2019년 1월 22일과 7월 16일 각각 〈Chlorine〉과 〈The Hype〉 두 곡이 더 발매되었다. 음반을 홍보하기 위해, 이 밴드는 2018년 10월 16일 테네시주 내슈빌의 브리지스톤 아레나에서 시작된 The Bandito Tour에 착수했다.
《Trench》는 비평가들로부터 갈채를 받았고, 비평가들은 그들의 야망, 작사, 작곡 그리고 더 응집력 있는 제작에 찬사를 보냈다. 많은 이들이 이 밴드의 이전 음반인 《Blurryface》와 좋은 대조를 보였다. 몇몇 출판물들은 이 음반을 연말 리스트에 올렸으며 《록 사운드》는 이 음반을 올해의 베스트 음반으로 선정했다. 그것은 또한 상업적인 성공을 거두어 호주, 뉴질랜드, 스페인, 네덜란드를 포함한 6개국에서 1위를 차지했고, 특히 영국과 미국을 포함한 여러 나라에서 2위를 차지했다.

## 배경 및 녹음
트웬티 원 파일럿츠는 2015년 5월 17일 그들의 네 번째 스튜디오 음반인 《Blurryface》를 발매했다. 이 음반은 빌보드 200에서 1위를 차지했고, 빌보드 핫 100에서 각각 2위와 5위를 정점으로 두 개의 톱 5 싱글 Stressed Out과 Ride를 만들었다. 이 곡들은 《수어사이드 스쿼드》 사운드트랙의 싱글곡 〈Heathens〉와 함께 2016년에 이 밴드를 주류로 이끌었다. 두 사람은 2015년부터 2017년까지 두 차례 월드투어에 참여했다. 《얼터너티브 프레스》와의 인터뷰에서 이 밴드는 새로운 음악에 집중하기 위해 "어두워질 것"이라며 서정적인 콘텐츠에 초점을 맞추고 이 밴드의 익명 음반의 "진실성, 가사, 전달, 그리고 작곡의 두려움"을 되살리겠다고 덧붙였다. 5번의 투어 Tour De Columbus에 이어, 두 사람은 휴식을 취하고 다음 프로젝트를 하기 위해 2017년 7월 6일부터 1년 동안 공식석상에서 휴식을 취했다.

## 발매 및 홍보
트웬티 원 파일럿츠는 이 밴드가 만든 가상의 도시 데마를 2017년 얼터너티브 프레스 뮤직 어워드에서 처음 언급하면서 그들이 가장 헌신적인 팬베이스 상을 받았다. 조슈 던은 혼자서 상을 수상했고, 타일러 조셉의 불참에 대해 사과하면서, 조셉이 "데마와 관계를 끊고 있다"고 말하면서, 그가 진행 중인 프로젝트를 진행하고 있음을 암시했다. 2018년 4월 21일, 팬들은 밴드의 웹 스토어의 GIF에 숨겨진 dmaorg.info URL을 발견했다. 이 사이트는 데마를 중심으로 한 일련의 수수께끼 티저로 구성되어 있다.
2018년 9월 14일, 트웬티 원 파일럿츠는 트위터를 통해 온라인 상점에 노란색의 바이닐 LP를 출시할 것이라고 발표했다. 그들은 또한 인디 소매를 통해 15,000장의 LP를 올리브 그린으로, 8,000장의 올리브 그린과 노란색으로 된 LP를 어반 아웃피터스 웹사이트를 통해 출시할 것이라고 발표했다. The Bandito Tour의 유럽 공연 기간 동안 영국 전역의 여러 음반 가게에 그 밴디토가 등장할 것이라고 발표되었다.

## 곡 목록
| #   | 제목                    | 작사·작곡     | 재생 시간 |
| --- | ----------------------- | ------------- | --------- |
| 1.  | 〈Jumpsuit〉            | 타일러 조셉   | 3:58      |
| 2.  | 〈Levitate〉            | 조셉, 폴 메니 | 2:25      |
| 3.  | 〈Morph〉               | 조셉, 메니    | 4:19      |
| 4.  | 〈My Blood〉            | 조셉          | 3:49      |
| 5.  | 〈Chlorine〉            | 조셉, 메니    | 5:24      |
| 6.  | 〈Smithereens〉         | 조셉, 메니    | 2:57      |
| 7.  | 〈Neon Gravestones〉    | 조셉          | 4:00      |
| 8.  | 〈The Hype〉            | 조셉          | 4:25      |
| 9.  | 〈Nico and the Niners〉 | 조셉          | 3:45      |
| 10. | 〈Cut My Lip〉          | 조셉, 메니    | 4:43      |
| 11. | 〈Bandito〉             | 조셉, 메니    | 5:31      |
| 12. | 〈Pet Cheetah〉         | 조셉, 메니    | 3:18      |
| 13. | 〈Legend〉              | 조셉          | 2:53      |
| 14. | 〈Legend〉              | 조셉          | 2:53      |

## 인증
| 국가                               | 인증     | 판매량/출하량 |
| ---------------------------------- | -------- | ------------- |
| 오스트리아 (IFPI 오스트리아)       | 골드     | 7,500         |
| 브라질 (Pro-Música Brasil)         | 플래티넘 | 40,000        |
| 캐나다 (뮤직 캐나다)               | 플래티넘 | 80,000        |
| 이탈리아 (FIMI)                    | 골드     | 25,000        |
| 멕시코 (AMPROFON)                  | 골드     | 30,000        |
| 폴란드 (ZPAV)                      | 플래티넘 | 20,000        |
| 영국 (BPI)                         | 골드     | 100,000       |
| 미국 (RIAA)                        | 플래티넘 | 1,000,000     |
| 판매량+스트리밍을 기반으로 한 인증 |          |               |